# Besande
Besande es una localidad española perteneciente al municipio de Boca de Huérgano, en la zona nororiental de la provincia de León, comunidad autónoma de Castilla y León.

## Situación
Se halla en el límite entre las provincias de León y Palencia y a medio camino entre las localidades de Riaño y Guardo.
Se sitúa sobre una amplia y fértil vega, en la confluencia del río Grande o Besandino con el arroyo Valdecueva.
Besande queda rodeado en un entorno privilegiado en la entrada natural desde la meseta al Parque Regional de Picos de Europa y linda también con el parque natural de Fuentes Carrionas y Fuente Cobre-Montaña Palentina.
Por su extensión, Besande linda con los siguientes pueblos:
|                    | Norte: Siero de la Reina     | Nordeste: Valverde de la Sierra |
| Oeste: Prioro      |                              | Este: Otero de Guardo           |
| Suroeste: Caminayo | Sur: Velilla del Río Carrión |                                 |

## Montañas
Al hallarse ubicado en la confluencia de dos valles, el pueblo queda rodeado por los siguientes picos:

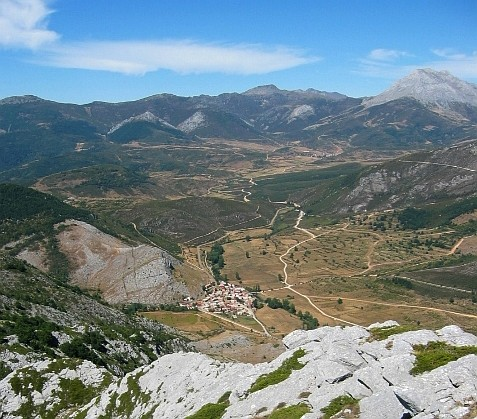
Besande desde «Peñas Blancas» (1772), al fondo «Pico Murcia» (2341) y «Espigüete» (2450).

| Noroeste: Coscorulludo 1760 m s. n. m.  | Norte: Cueto Martín 1565 m s. n. m. (metros sobre el nivel del mar) | Nordeste: Espigüete 2450 m s. n. m.        |
| Oeste: Alto del Kado 1750 m s. n. m.    |                                                                     | Este: Alto de Arbillos 1965 m s. n. m.     |
| Suroeste: Peñas Blancas 1772 m s. n. m. | Sur: Peña Lampa + Loma Matapiojos 1804 m s. n. m.                   | Sureste: Peñón de Arbillos 1947 m s. n. m. |

## Accesos
Los accesos son por carretera quedan condicionados por la realidad montañosa de Besande, ya que se realizan siguiendo los cursos de los valles hasta llegar a los siguientes puertos de montaña:

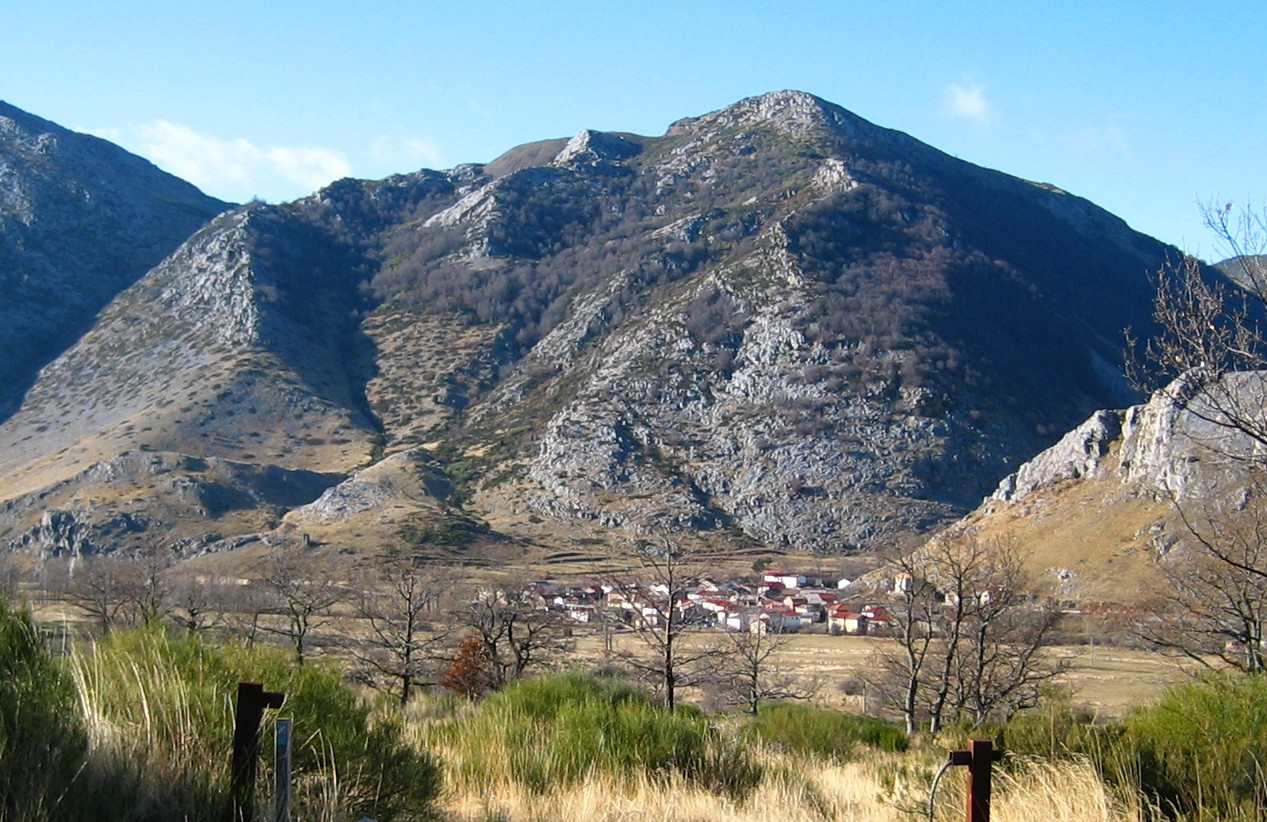
Besande desde la falda de «Arbillos». Montaña «El Kado», mitad superior derecha: antigua explotación minera de antracita, «La Rebelde», reabierta en 2011 por su cara norte.

|                                            |                                              | Nordeste: CL-615 Hacia Riaño Picones 1316m |
| Oeste: LE-234 Hacia Prioro Monteviejo1433m |                                              |                                            |
|                                            | Sur: CL-615 Hacia Guardo Las Portillas 1275m |                                            |

## Historia
El documento escrito más antiguo que poseemos data del año 1603, en el que consta que «el cura de Siero diga misa, el día de las rogaciones víspera de la ascensión, en la ermita de S. Nicolás y el cura de Valverde en la iglesia parroquial de Nuestra Señora de Besande...» que en el año 1603 —según datos de archivo— se componía de 34 vecinos (entiéndase cabezas de familia) y 8 viudas. Constaba de 46 casas habitables, 40 pajares y establos, 8 solares y 26 hórreos.

## Demografía
La población de Besande, como ha ocurrido en toda la España rural, ha menguado en las últimas décadas debido a los fuertes procesos de concentración en las ciudades.

## Arquitectura popular
En su caserío se conservan buenos ejemplos de arquitectura popular, destacando el viejo edificio del molino, que también sirvió de central hidroeléctrica, y varios hórreos de estilo leonés.
Su iglesia parroquial posee una excepcional portada románica del siglo XIII.
Al norte del pueblo hay restos de fundiciones de hierro de la época romana.

## Varios
Besande es parte de la Gran Ruta GR-1 que une Ampurias (Gerona) con Finisterre (La Coruña).
En sus inmediaciones hubo importantes explotaciones de antracita, y actualmente (2011) en explotación «La Rebelde» desde la zona norte.
Así mismo hay restos de explotación de mármol verde y marrón en la falda de Arbillos oeste.
Dispone de servicios como Bar-Restaurante, Casa Rural, así como parada de autobús.
En el límite sur del pueblo, se construyó el embalse de Besande (hogar de la garza real y comunidades anfibias).
En la zona de «Askar» se encuentra la «Tejeda de Besande» con 15 ejemplares del árbol milenario.
En la primavera sus prados florecen con los vistosos «lirones» (narciso amarillo).
El ciervo, rebeco, corzo y jabalí, entre otros, son «visibles» en sus montes.
Desde el pueblo (puente sobre el río) está señalizada la ascensión al «Alto de Arbillos» —1965 m s. n. m. (metros sobre el nivel del mar)— con sus magníficas vistas sobre los pantanos de Velilla-Cervera así como «Espigüete», «Montes de Riaño», «Peñacorada» y llanura hacia Saldaña.